# Luísa Todi
Luísa Todi, właśc. Luísa Rosa de Aguiar (ur. 9 stycznia 1753 w Setúbal, zm. 1 października 1833 w Lizbonie) – portugalska śpiewaczka operowa, mezzosopran.

## Życiorys
Zaczęła występować w wieku 14 lat jako aktorka komiczna, w wieku 16 lat poślubiła skrzypka Francesco Saverio Todiego. Po studiach u Davide Pereza zaczęła występy jako śpiewaczka operowa, po raz pierwszy w 1770 roku w Il Viaggiatore Ridicolo Giuseppe Scolariego. Występowała w Porto (1773), King’s Theatre w Londynie (1775–1778), Berlinie (1782–1783) i Paryżu (1778–1779, 1781–1782, 1783, 1788–1789). Na scenach paryskich rywalizowała o popularność z Gertrud Elisabeth Marą. Między 1784 a 1789 rokiem przebywała w Rosji, śpiewając w Petersburgu i Moskwie. Po powrocie z Rosji występowała w Berlinie (1788–1789), Moguncji, Hanowerze i Wenecji (1790–1791), Madrycie (1792–1793, 1794–1797) oraz Neapolu (1797–1799). Pod koniec życia zamieszkała w Lizbonie, utraciła całkowicie wzrok.